# 松本梨香が歌うポケモンソングベスト
『松本梨香が歌うポケモンソングベスト』（まつもとりかがうたうポケモンソングベスト）は、松本梨香の2作目のベスト・アルバム。2011年7月16日にピカチュウレコードから発売された。

## 概要
ベストアルバムとしては前作『RICA the BEST』から約10年2ヶ月ぶりのリリースであり、2011年1作目の作品。また、アルバム全体としては前作『まんまる』から約1年10ヶ月ぶりのリリースである。
発売日である2011年7月16日には、『劇場版ポケットモンスター ベストウイッシュ ビクティニと黒き英雄 ゼクロム・白き英雄 レシラム』の公開日に合わせた発売となっており、松本の作品では初の土曜日のリリース作品となった。
公式サイトなどでは、本作のコンセプトとして「元気」や「パワフル」を強調しており、ジャケットのタイトル表記に加えて「GENKI」という文字が加えられている。
松本の楽曲でテレビアニメ『ポケットモンスター』の主題歌、挿入歌、イメージソングとして起用された楽曲、サトシ名義のキャラクターソングが収録されている。収録されている曲は1997年から2002年まで放送された『ポケットモンスター』から2010年に放送開始された『ポケットモンスター ベストウイッシュ』にて使用された曲。なお、『劇場版ポケットモンスター ミュウツーの逆襲』、『劇場版ポケットモンスター 水の都の護神 ラティアスとラティオス』でオープニングテーマとして使用された「めざせポケモンマスター'98」、「めざせポケモンマスター 2002」は収録されていない。また、アルバムに初めて収録される「ベストウイッシュ!」のみ「シングルver.」と表記されている。
サトシ名義のキャラクターソングも収録されているので、メディアのアーティスト欄では「松本梨香&サトシ（with POKEMON FRIENDS）」と表記されている。なお、ヒカリ役の豊口めぐみと唄った「ハイタッチ!」は収録されているが、2009年にアレンジされた「ハイタッチ!2009」は収録されていない。
発売日前までは公式サイトなどでは収録曲に高尾直樹と共に歌唱したドラマCD『白い明日だ!ロケット団』に収録された「ポケモンマスターの道」が収録予定であったが収録されていない。また、ボーナストラックとして『劇場版ポケットモンスター 結晶塔の帝王 ENTEI』、『劇場版ポケットモンスター セレビィ 時を超えた遭遇』のオープニングテーマとして使用された「OK! 2000」、「めざせポケモンマスター2001」が収録されている。
ディスクジャケットは描き下ろしジャケット仕様であり、表面に『ポケットモンスター アドバンスジェネレーション』と『ポケットモンスター ベストウイッシュ』のキャラクターデザイン、裏面には『ポケットモンスター』、『ポケットモンスター ダイヤモンド&パール』のキャラクターデザインの松本が演じているサトシが描かれている。また、表面にはピカチュウも描かれている。
2011年7月25日付のオリコン週間アルバムチャートで85位を獲得し、松本のアルバム作品では初のオリコンランキングへのランクインを果たした。また、初動売上は0.1万枚を記録した。

## 収録曲
1. ベストウイッシュ! [3:50]
作詞：戸田昭吾、作曲：たなかひろかず、編曲：小谷野謙一、コーラスアレンジ：河野陽吾
  - テレビアニメ『ポケットモンスター ベストウイッシュ』オープニングテーマ
2. ハイタッチ! [4:27]
歌：サトシ（松本梨香）、ヒカリ（豊口めぐみ）
作詞：戸田昭吾　作曲・編曲：たなかひろかず
  - テレビアニメ『ポケットモンスター ダイヤモンド&パール』3代目オープニングテーマ
3. スパート! [3:03]
歌：サトシ（松本梨香）
作詞：戸田昭吾、作曲・編曲：たなかひろかず
  - テレビアニメ『ポケットモンスター アドバンスジェネレーション』5代目オープニングテーマ
4. チャレンジャー! [3:52]
作詞：許瑛子、作曲・編曲：たなかひろかず
  - テレビアニメ『ポケットモンスター アドバンスジェネレーション』2代目オープニングテーマ
5. OK! [3:24]
作詞：戸田昭吾、作曲・編曲：たなかひろかず
  - テレビアニメ『ポケットモンスター』3代目オープニングテーマ
6. みんながいたから [4:16]
作詞：吉川兆二、作曲：貴三優大、編曲：宮崎慎二
  - 劇場版『ポケットモンスター 幻のポケモン ルギア爆誕』イメージソング
7. みんなであるこう! [3:11]
歌：サトシ（松本梨香）、ピカチュウ（大谷育江）、カスミ（飯塚雅弓）、トゲピー（こおろぎさとみ）、タケシ（上田祐司）、ロコン（愛河里花子）、ケンジ（関智一）、マリル（かないみか）
作詞：川村久仁美、作曲・編曲：たなかひろかず
8. タイプ：ワイルド [3:28]
作詞：戸田昭吾、作曲・編曲：たなかひろかず
  - テレビアニメ『ポケットモンスター』5代目エンディングテーマ
9. ライバル! [3:57]
作詞：戸田昭吾、作曲・編曲：たなかひろかず
  - テレビアニメ『ポケットモンスター』2代目オープニングテーマ
10. おやすみ ぼくのピカチュウ [4:26]
作詞：戸田昭吾、作曲：たなかひろかず、編曲：岩﨑元是
  - テレビアニメ『ポケットモンスター』第38話挿入歌
11. めざせポケモンマスター [4:12]
作詞：戸田昭吾、作曲：たなかひろかず、編曲：渡部チェル、コーラスアレンジ：藤沢秀樹
  - テレビアニメ『ポケットモンスター』1代目オープニングテーマ
12. OK! 2000（BONUS TRACK） [3:29]
作詞：戸田昭吾、作曲・編曲：たなかひろかず
  - 劇場版『劇場版ポケットモンスター 結晶塔の帝王 ENTEI』オープニングテーマ
13. めざせポケモンマスター 2001（BONUS TRACK） [4:10]
作詞：戸田昭吾、作曲：たなかひろかず、編曲：CHOKKAKU
  - 劇場版『ポケットモンスター セレビィ 時を超えた遭遇』オープニングテーマ